# Chorągiew husarska koronna Tomasza Zamoyskiego

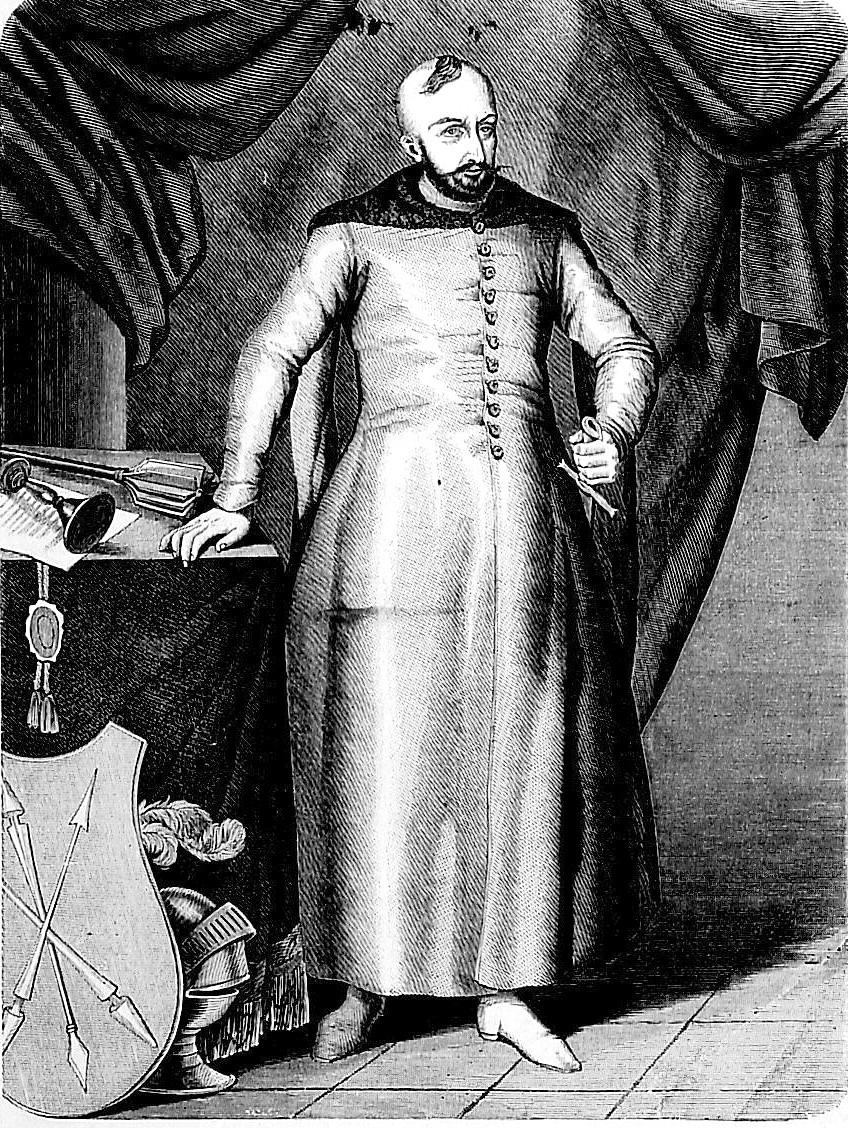
Tomasz Zamoyski herbu Jelita

Chorągiew husarska koronna Tomasza Zamoyskiego – chorągiew husarska koronna I połowy XVII wieku, okresu wojen ze Szwedami i Moskwą.
Szefem tej chorągwi był wojewoda kijowski - Tomasz Zamoyski herbu Jelita, podkanclerzy koronny od 1628 i kanclerz wielki koronny od 1635.
Stan liczebny tej chorągwi pod koniec listopada 1627 wynosił 150 koni.